# Parroquia San Juan Bautista de El Doncello
La Parroquia San Juan Bautista es una iglesia parroquial colombiana de culto católico consagrada bajo el patronazgo de San Juan Bautista. Se localiza en el barrio Los Fundadores, en el centro del municipio de El Doncello, al norte del departamento de Caquetá; es la parroquia principal y más antigua del municipio. Pertenece a la Vicaría de Nuestra Señora de las Mercedes en la Arquidiócesis de Florencia.

## Historia
La parroquia fue establecida por el primer párroco, el padre Juan Demichelis, quien comenzó a liderar la construcción de la iglesia San Juan Bautista a finales de los años 50. En sus primeros años, la presencia de los padres fraile capuchino desde Puerto Rico contribuyó significativamente a la evangelización de las comunidades que llegaban poco a poco a colonizar esas tierras.

### Años 50
El 14 de julio de 1951, el misionero entusiasta, el padre Juan Bautista Migani habiendo ya visitado Guacamayas, San Vicente del Caguán y Puerto Rico, y llevándose consigo una profunda tristeza por observar el terrible abandono con el que se tenían estas tierras, con su gente analfabeta y presencia de bandoleros, en el siguiente destino obligado en su caminar por la trocha en medio de la selva su visita no era esperada. En su diario redactó sus vivencias en los lugares visitados, y sobre este último escribió: «É giá notte e nessuno sapeva dell´arribo del padre, pero per il Rosario alle, sete si radunano un centinaio di persone. Si decide di cambiare il nome del paese in San Giovanni de il Doncello in onore del primo padre che lí celebrerá la Messa» traduciendo «Es ya noche y ninguno sabía de la llegada del padre, pero para el rosario de las siete se reunió un centenar de personas. Se decide de cambiar el nombre del pueblo en San Juan de El Doncello, en honor del primer padre que allí celebró la misa»

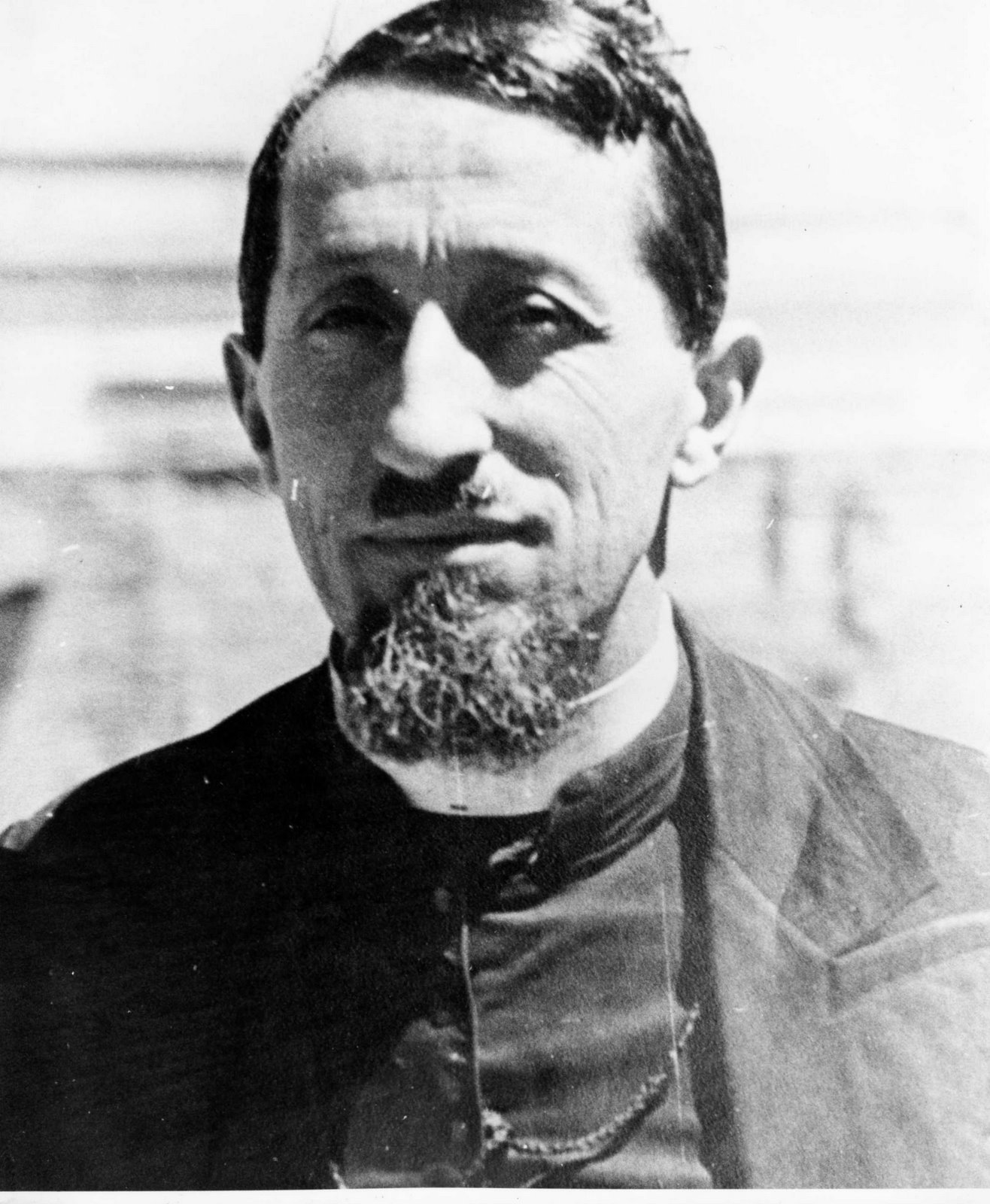
Padre Juan Bautista Migani.

La construcción de la iglesia San Juan Bautista, iniciada a mediados del año 1959, finalizó cerca del año 1967 bajo la guía del padre Juan Demichelis, misionero de la consolata. Eventos significativos, como la toma guerrillera en vísperas de una Navidad, pusieron a prueba la fortaleza de la comunidad. El padre Víctor Iacovissi lideró el desarrollo cultural y deportivo durante su servicio de 1974 a 1980.

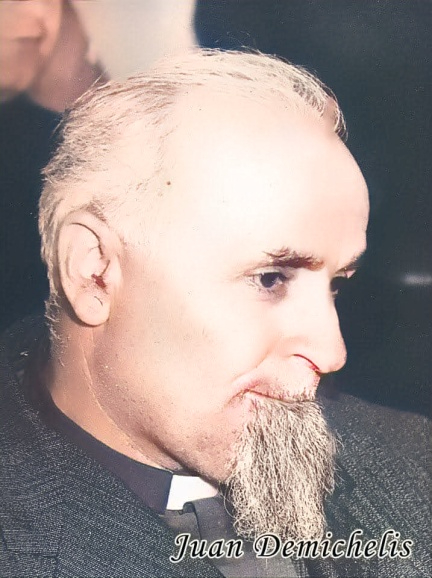
Padre Juan Demichelis.

Con la llegada de sacerdotes diocesanos, la parroquia enfrentó nuevos desafíos, incluida la proliferación de comunidades protestantes y cambios en la economía local. A pesar de los obstáculos, El Doncello sigue siendo un faro de fe, y la misión actual de la iglesia se centra en fortalecer espiritualmente a las comunidades y apoyarlas en condiciones de vida cambiantes.
El Doncello ha tenido el honor de contar con un número notable de sacerdotes a lo largo de los años, siendo el municipio del Caquetá con mayor presencia clerical. La parroquia ha dejado un legado duradero en la comunidad, sirviendo como un punto focal para el desarrollo espiritual y comunitario.

## Párrocos y vicarios (2002-actualidad)
| Párroco                             | Años de permanencia | Vicario                    | Años de permanencia |
| ----------------------------------- | ------------------- | -------------------------- | ------------------- |
| Pbro. Jaime Velázquez               | 2002-2007           | Pbro. Mesías Robles        | 2002-2011           |
| Pbro. Carlos Hernán Cubillos Claros | 2008-2010           | Pbro. Mesías Robles        |                     |
| Pbro. Jorge Hugo Poveda Vega        | 2011-2012           | Pbro. Sair Álvarez Ortíz   |                     |
| Pbro. Freddy Galindo Ramírez        | 2013-2014           | Pbro. James Sáenz          | 2014-2015           |
| Pbro. Misael Hernández España       | 2015-2023           | Sin Vicario                | 2016-2023           |
| Pbro. Antonio Chilatra Reyes        | 2024-actualidad     | Pbro. Abelardo Vargas Pira | 2024-actualidad     |